# Trans-Pacific Partnership
Trans-Pacific Partnership, TPP (ibland Trans Pacific Partnership Agreement (TPPA)), är ett frihandelsavtal mellan en rad länder vid Stilla havet  som antogs den 4 februari 2016.
Idén om Trans-Pacific Partnership föddes 2003 mellan Singapore, Nya Zeeland och Chile som ett sätt att stärka handeln länderna emellan. Intresset för sammanslutningen ökade och idag ingår ytterligare nio länder: USA, Kanada, Mexiko, Peru, Australien, Brunei, Japan, Malaysia och Vietnam. Med dessa länder omfattar avtalet 40 procent av världsekonomin.
Den 23 januari 2017, under sin första dag som president, skrev USA:s president Donald Trump under en exekutiv order om att USA lämnar avtalet och dess förhandlingar.